# Chris Collins (Eishockeyspieler, 1984)
Chris Collins (* 8. Juni 1984 in Fairport, New York) ist ein US-amerikanischer Eishockeyspieler. Sein Bruder Greg ist ebenfalls ein professioneller Eishockeyspieler.

## Karriere
Chris Collins, der nie gedraftet wurde, begann seine Karriere als Eishockeyspieler in der Saison 2001/02 in der United States Hockey League bei den Des Moines Buccaneers. Die folgenden vier Jahre spielte Collins für das Eishockeyteam des Boston College in der National Collegiate Athletic Association. Am 12. Juli 2006 erhielt der Amerikaner einen Zweijahresvertrag bei den Boston Bruins, für die er allerdings nie in der NHL zum Einsatz kam. In seiner ersten Spielzeit im professionellen Eishockey kam der Angreifer in der Saison 2006/07 für Bostons Farmteam, die Long Beach Ice Dogs aus der ECHL zum Einsatz. Gegen Ende der Spielzeit kam er auf weitere 17 Einsätze der in der regulären Saison für das andere Farmteam Bostons, die Providence Bruins aus der American Hockey League. Zudem wurde er in einem Playoffspiel eingesetzt.
Am 10. Juli 2008 wechselte Collins zu Lukko Rauma aus der finnischen SM-liiga, für die er 19 Spielen fünf Scorerpunkte, darunter drei Tore, erzielte. Ab dem 11. November 2008 stand der Flügelspieler bei den Augsburger Panthern aus der DEL unter Vertrag, die er aber nach der Saison 2009/10 verließ um im September 2010 ein NHL-Camp zu besuchen. Collins nahm am Trainingslager der Pittsburgh Penguins teil, konnte sich allerdings nicht für eine Aufnahme in den NHL-Kader empfehlen und wurde ins Farmteam zu den Wilkes-Barre/Scranton Penguins geschickt. 2011 wechselte er wieder nach Deutschland zu den Nürnberg Ice Tigers, kehrte jedoch nach der Saison in die ECHL zurück, wo er für die Las Vegas Wranglers spielte, bevor er im Dezember 2012 ein Professional try-out bei den Springfield Falcons absolvierte, das jedoch nicht in einer Verpflichtung resultierte.

## Erfolge und Auszeichnungen
| - 2003 Hockey East All-Academic Team - 2003 Hockey East All-Rookie Team - 2005 Lamoriello-Trophy-Gewinn mit dem Boston College - 2006 Hockey East First All-Star Team | - 2006 Hockey East Player of the Year - 2006 NCAA New England Most Valuable Player - 2006 NCAA First All-American Team |

## Karrierestatistik
(Legende zur Spielerstatistik: Sp oder GP = absolvierte Spiele; T oder G = erzielte Tore; V oder A = erzielte Assists; Pkt oder Pts = erzielte Scorerpunkte; SM oder PIM = erhaltene Strafminuten; +/− = Plus/Minus-Bilanz; PP = erzielte Überzahltore; SH = erzielte Unterzahltore; GW = erzielte Siegtore; 1 Play-downs/Relegation; Kursiv: Statistik nicht vollständig)